# Ectypia jessica
Ectypia jessica là một loài bướm đêm thuộc phân họ Arctiinae, họ Erebidae.